# Jim McCabe
James Joseph "Jim" McCabe, född 17 september 1918 i Draperstown, Nordirland, död i juli 1989 i Cleveland, var en nordirländsk professionell fotbollsspelare. 
McCabe startade sin fotbollskarriär som halvback i Middlesbrough där han spelade 34 matcher mellan 1937 och 1948. Därefter spelade han 161 matcher inklusive 152 ligamatcher i Leeds United mellan 1948 och 1954 innan han flyttade till icke-ligalaget Peterborough United 1954 där han dock enbart spelade en säsong. 
Han spelade även 6 landskamper för Nordirland.